# Richard Compton
Richard Compton (n. 2 martie 1938, Pennsylvania, SUA – d. 11 august 2007) a fost un actor, regizor și scriitor american, care a lucrat în principal în televiziune. 
Compton a avut roluri minore ca actor în film și seriale de televiziune, inclusiv roluri minore în două episoade din Star Trek: The Original Series. Ani mai târziu, a regizat un episod din Star Trek: The Next Generation. A mai regizat apoi episoade din The X-Files, Charmed, Sliders, Babylon 5, Hercule, Justiție militară și Miami Vice, precum și filmele Macon County Line și continuarea sa, Return to Macon County. În 2005 a regizat filmul TV Cel mai frumos Crăciun.
Compton era soțul actriței Veronica Cartwright și cumnatul actriței Angela Cartwright. 